# الصفائية اللغوية في الإنجليزية
الصفائية اللغوية في اللغة الإنجليزية هي الإيمان بأن الكلمات ذات الأصل المحلي يجب استخدامها بدلاً من تلك المشتقة من أصولٍ أجنبية (و التي هي بشكلٍ رئيسي رومانسية ويونانية). بشكلٍ معتدل، تعني بكل بساطة استخدام الكلمات الأصلية الموجودة بدلاً من الكلمات المشتقة من أصولٍ أجنبية (كاستخدام كلمة being بدلاً كلمة commence). وبشكلٍ أقل تسامحاً، تشمل أيضاً صياغة كلمات من جديدة من جذورٍ جرمانية (مثل كلمة wordstock لـ vocabulary). وبشكلٍ متطرف، تشمل أيضاً إحياء كلمات أصلية لا تُستخدم على نطاقٍ واسع (مثل كلمة ettle لـ intend). تُدعى أحياناً اللغة الناتجة بـالأنجليزية Anglish (مصطلحٌ صاغه المؤلف والكاتب الساخر بول جينينغز)، أو بالإنجليزية الجذورية Roots English (بإشارةٍ إلى فكرة أنها «العودة إلى جذور» الإنجليزية). غالباً ما يُدافع عن شكلها المعتدل على أنها جزء من الإنجليزية الواضحة؛ ولكن الشكل المتطرف كان ولا يزال حركة هامشية.
ناقش ديفيد كريستال الصفائيةَ اللغويّة الإنجليزية في موسوعة كامبردج للغة الإنجليزية (بالإنجليزية:Cambridge Encyclopedia of the English Language). ترجع الفكرة على الأصل إلى الجدال على اللفظ الحبري في القرنين السادسة عشر والسابعة عشر. في القرن التاسعة عشر، دعا كتابٌ كتشارلز ديكنز، وتوماس هاردي، ووليام بارنز إلى الصفائية اللغوية وحاولوا تقديم كلماتٍ كـ birdlore لـ ornithology (علم الطيور) و bendsome لـ flexible (ليّن). كان جورج أورويل أحد المؤيدين البارزين في القرن العشرين، الذي دعا إلى ما رأى أنها كلماتٍ سكسونية واضحة أكثر من تلك اللاتينية واليونانية المعقدتين، ومايزال لدى الفكرة مؤيدين.

## تاريخ

### الإنجليزية القديمة والإنجليزية الوسطى
تبنت الإنجليزية القديمة عدداً صغيراً من الكلمات الدخلية اليونانية-الرومانية من فترة مبكرة، سيما في سياق النصرانية (church كنيسة؛ bishop أسقف؛ priest قس). في القرن التاسع، (دانلو) اقترضت عدداً أكبر بكثير من الكلمات الشمالية القديمة، العديد منها مصطلحات يومية (skull جمجمة؛ egg بيضة؛ skirt تنورة).
بعد غزو النرومان في 1066–71، استبدلت الطبقة العليا من المجتمع الإنجليزية بأشخاصٍ يتحدثون النورمانية القديمة (لهجة من الفرنسية القديمة). وتطورت إلى الأنغلو-نورمانية وأصبحت لغة الدولة. وبالتالي، فمن أراد الانخراط في مجالاتٍ كالقانون والحكم كانوا مطالبين بتعلمها.
كانت في فترة الإنجليزية الوسطى هذه أن اقترضت الإنجليزية عدداً كبيراً من الكلمات الدخيلة الرومانسية. ومع ذلك، كان هنالك عدد قليل من الكتاب الذين حاولوا الصمود في وجه التأثير الكبير للأنغلو-نورمانية. كان هدفهم توفير مادة مطبوعة للجماهير الناطقة بالإنجليزية بلغتهم المحلية أو بلغتهم الأم. وكان يعني ذلك ليس فقط الكتابة بالإنجليزية، ولكن أيضاً عدم استخدام أي كلمة ذات أصلٍ رومانسيّ، والتي كان من المحتمل أن لا يفهمها القراء. من الأمثلة على هذا النوع من المواد المطبوعة: أورمِلوم Ormulum؛ و وقائع بريطانيا Layamon's Brut؛ و مرة أخرى عضة من الناحية الداخلية Ayenbite of Inwyt؛ ومجموعة كاثرين للمخطوطات بـ«لغة إيه بي».

### الإنجليزية الحديثة المبكرة
كان هنالك جدالٌ منتشر في القرنين السادسة عشر والسابعة عشر حول كلماتٍ أجنبية لا داعي لها مقترضة من اللاتينية واليونانية (معروفة بـ«الألفاظ الحبرية»). حاجج النُّقاد بأن الإنجليزية لديها بالفعل كلماتٍ ذات مَعانٍ متطابقة. ومع ذلك، فقد اكتسبت العديد من الكلمات الجديدة قدم مساواة مع الكلمات الجرمانية الأصلية، وغالباً ما حلت محلها.

كُتّابٌ كثوماس إليوت غمروا كتاتباتهم بالكلمات المقترضة الأجنبية، في حين سعى كُتّاب كجون تشيك للحفاظ على كتاباتهم «نقية». كتب تشيك:
 أنا مع الرأي الذي يقول أن لغتنا يجب أن تكون مكتوبةً بطهارة ونقاء، غير ممزوجة مع مشوهة بالاقتراض من اللغات الأخرى.
كردة فعل، حول بعض الكتاب إما إحياء الكلمات الإنجليزية القديمة (gleeman لـ musician؛ sicker لـ certainly؛ inwit لـ conscience؛yblent لـ confused) أو إنتاج كلمات جديدة من جذورٍ جرمانية (endsay لـ conclusion؛ yeartide لـ anniversary؛ foresayer لـ prophet). ومع ذلك، بقي عددٌ قليل من هذه الكلمات شائع الاستخدام.

### الإنجليزية الحديثة

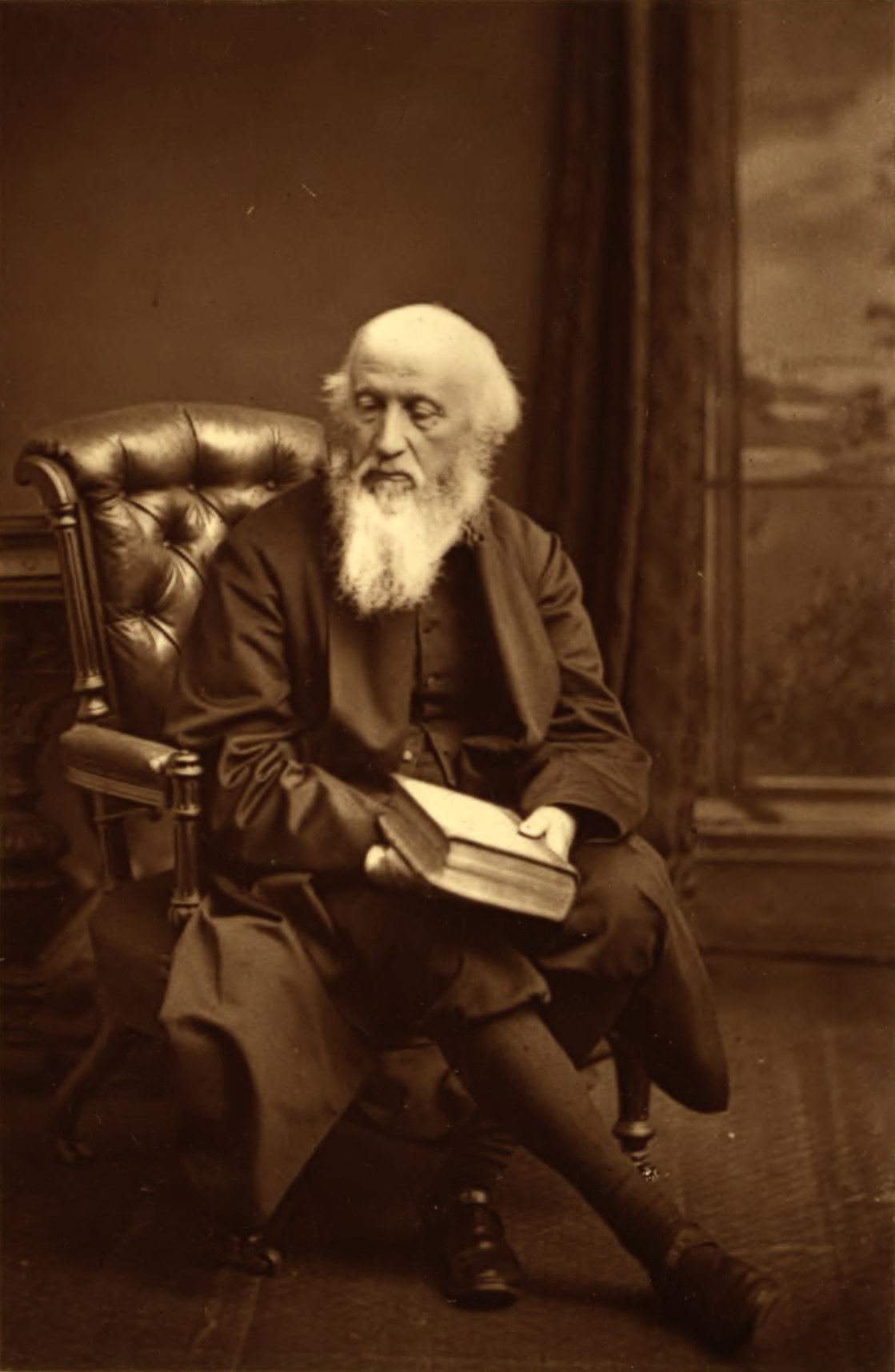
وليام بارنز، أحد الدافعين البارزين عن الصفائية اللغوية الإنجليزية

كان أحد أبرز المدافعين عن الصفائية اللغوية الإنجليزية في القرن التاسعة عشر الكاتب، والشاعر، والفقيه اللغوي، والوزير وليام بارنز، الذي سعى لجعل الإنجليزية العلمية أسهل للفهم بدون تعليمٍ تقليدي. وعبر بارنز عن أسفه لإدخال الكلمات الأجنبية التي لا داعي لها، وبدلاً من ذلك استخدام لهجته وصياغة كلمات جديدة مرتكزة على جذور اللغة الإنجليزية القديمة. من هذه الكلمات: speechcraft لـ grammar، و birdlore لـ ornithology، و fore-elders لـ ancestors، و bendsome لـ flexible. من الشعراء الذين أيدوا الصفائية اللغوية في القرن التاسعة عشر كان جيرارد مانلي هوبكنز. كتب في 1882: «إنه أمرٌ يجعل المرء يذرف الدموع على ما كانت عليه الإنجليزية؛ بالرغم مما فعلاه شكسبير وميلتون... لا جمال في لغةٍ يمكن أن يعوض عن عدم وجود نقاء».

## اقرأ أيضاً
- النرويجية العليا
- كتابة ملتزمة